# Gemma Gorga i López

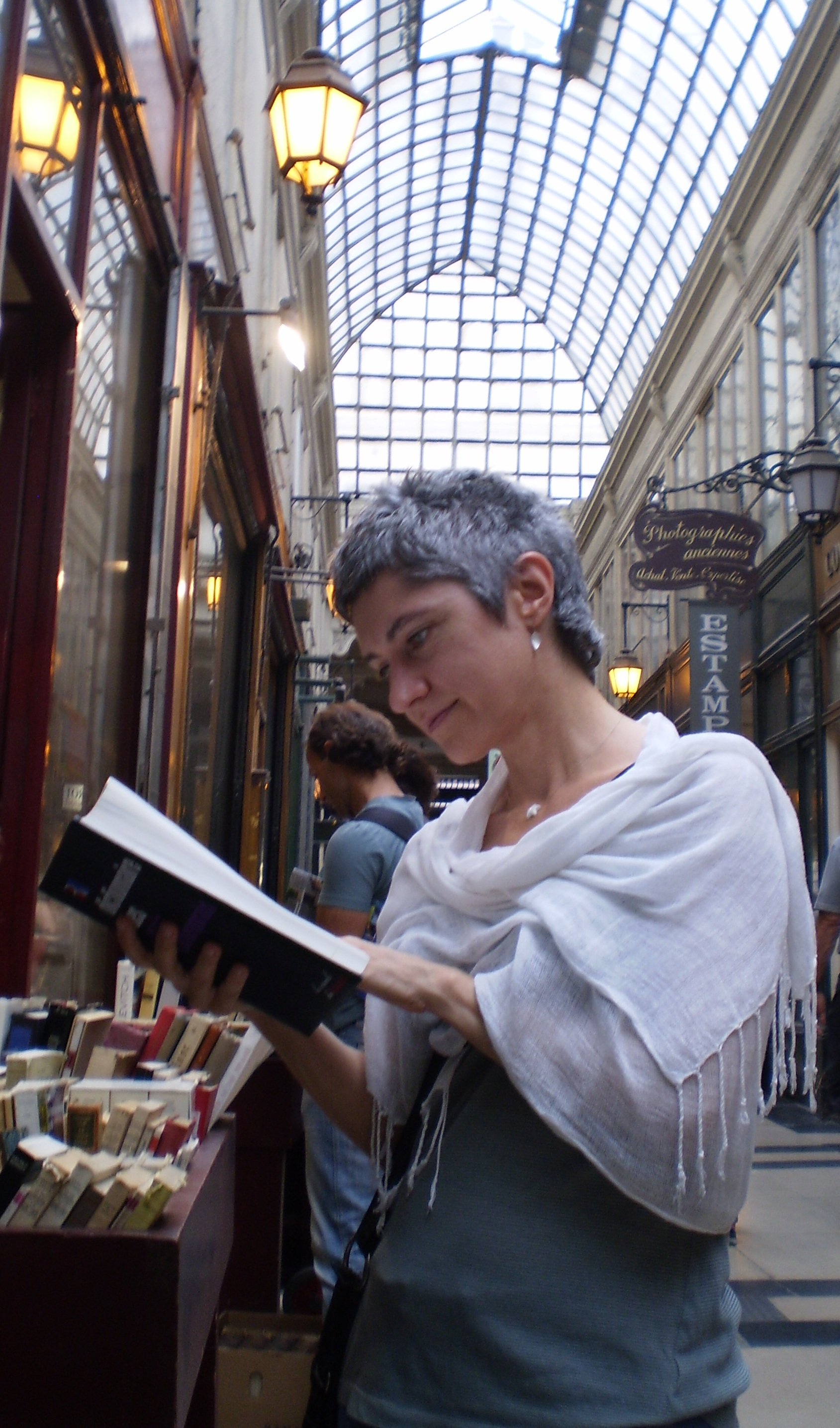
Gemma Gorga a París.

Gemma Gorga i López (Barcelona, 10 de juny de 1968) és poeta i professora universitària. Doctora en Filologia Hispànica per la Universitat de Barcelona, treballa com a professora a la Facultat de Filologia i Comunicació d'aquesta universitat.
Com a poeta, ha participat en diversos festivals, taules rodones i lectures als Estats Units, Eslovènia, Alemanya, Polònia, Finlàndia, França, Veneçuela, Xile, Hong Kong i l'Índia.
Amb l'obra Hi ha un país on la boira, publicada per Tushita, guanyà la modalitat d'assaig dels Premis de la Crítica dels Escriptors Valencians, per l'oportuna reflexió sobre la societat actual.

## Obra

### Poesia
- Ocellania. Barcelona: Parsifal, 1997.
- El desordre de les mans. Lleida: Pagès, 2003 (segona edició: 2008). Pròleg de F. Parcerisas.
- Instruments òptics. València: Brosquil, 2005.
- Llibre dels minuts. Barcelona: Columna, 2006 (reedició: Barcelona, Stonberg Editorial, 2024).
- Diafragma. Girona: CCG, 2012 (en col·laboració amb el fotògraf Joan Ramell).
- Mur. Barcelona: Meteora, 2015.
- Viatge al centre: Godall, 2020.

### Traduccions d'altres poetes
- Dilip Chitre: Vint esmorzars cap a la mort. Vic: Cafè Central-Eumo, 2012.
- Edward Hirsch: Història parcial de la meva estupidesa i altres poemes. Barcelona: Edicions de 1984, 2017 (en col·laboració amb Ernest Farrés).
- Kamala Das: Parlo tres llengües, escric en dues, somio en una. Barcelona: Godall Edicions, 2023.

### Assaigs
- La cuina natural. Salut, tradició i plaer a taula. Barcelona: Ara Llibres, 2004 (en col·laboració amb Antoni Lozano). Pròleg de N. Comadira.
- Indi visible. Barcelona: Tushita, 2018. Col·lecció «Quarteres», núm. 4.
- Hi ha un país on la boira. Barcelona: Tushita, 2021. Col·lecció "Quarteres", núm. 8.

### Estudis literaris i divulgació
- El Romancero. Barcelona: Edebé, 2000
- Cristóbal de Castillejo y el diálogo con la tradición. Málaga: Analecta Malacitana, 2006
- Tres fábulas de Ovidio en el Renacimiento. A propósito de unas traducciones de Cristóbal de Castillejo. Barcelona: PPU, 2006
- El mundo a través del libro. A propósito de Cervantes, Canetti y Hrabal. Sevilla: Renacimiento, 2007
- «La Biblia en la poesía lírica y épica de la Edad de Oro», dins de La Biblia en la literatura española. II. Siglo de Oro. Madrid: Trotta, 2008 (coord. per G. del Olmo)
- Pròleg a la Poesia completa de Sant Joan de la Creu. Madrid: Vaso Roto, 2010.

### Obra pròpia traduïda
En antologies col·lectives:
- Parlano le donne. Poetesse catalane del XXI secolo. Nàpols: Tullio Pironti, 2008. Ed. de D. Siviero.

- Forked Tongues. Galician, Basque and Catalan's Women Poetry in Translations by Irish Writers. Bristol: Shearsman Books, 2012. Ed. de Manuela de Palacios.
- Six Catalan Poets. Lancashire: Arc Publications, 2013. Ed. de P. Ballart i traducció d'A. Crowe.

Traduccions de llibres sencers:
- Libro de los minutos y otros poemas. València: Denes-Edicions de la Guerra, 2009. Trad. de V. Berenguer. Pròleg de M. Sampere.
- Book of Minutes. Ohio: Oberlin College Press, 2019. Trad. de Sharon Dolin.
- Strumenti Ottici. Roma: Ensemble, 2019. Trad. de Giampaolo Vincenzi.
- Invisible India. Barcelona: Tushita, 2020. Trad. d'Isabel Llasat Botija.
- O Anjo da Chuva. Coimbra: do lado esquerdo, 2021. Trad. de Miguel Felipe Mochila.
- Late to the House of Words. Selected Poems of Gemma Gorga. Chicago: Saturnalia Books, 2021. Trad. de Sharon Dolin.

### Blogs
- Farigola i Cúrcuma. Cuina d'inspiració indo-mediterrània per al dia a dia

## Premis literaris
- Premi Cadaqués a Rosa Leveroni 1996 per Ocellania.
- Finalista del Premi Màrius Torres 2002 per El desordre de les mans.
- Premi Gorgos de Poesia 2004 per Instruments òptics.
- Premi Miquel de Palol 2006 pel Llibre dels minuts.
- VIII Premi Jordi Domènech de traducció de poesia per Vint esmorzars cap a la mort, de Dilip Chitre.
- XXX Premi Cavall Verd-Rafel Jaume de traducció de poesia 2013 per Vint esmorzars cap a la mort, de Dilip Chitre.
- Premi de la Crítica Catalana de Poesia 2016 per Mur.
- Premi Liberisliber Lira 2016 per Mur.
- Premi Liberisliber Pensa 2018 per Indi visible.
- Finalista del Griffin Poety Prize 2022 (modalitat internacional) per Late to the House of Words (trad. de Sharon Dolin).
- XXXII Premis de la Crítica dels Escriptors Valencians (modalitat assaig) per Hi ha un país on la boira.[2]